# Hemieuxoa cadioui
Hemieuxoa cadioui är en fjärilsart som beskrevs av Márton Hreblay och Ronkay. Hemieuxoa cadioui ingår i släktet Hemieuxoa och familjen nattflyn. Inga underarter finns listade i Catalogue of Life.